# 安慰号医疗船
安慰号医疗船（USNS Comfort T-AH-20）服役于1987年，是美国第三艘以“安慰”命名的美国海军舰艇，是美國第二艘医疗船，也是由油轮改装而来。

## 救护力量
船上有1000张床位，配有50个急救室，12个手术室和其他排污设备。

## 参与救护

### 玛丽亚飓风（2017）
2017年9月26日，安慰号前往波多黎各，为当地受到飓风玛丽亚袭击的岛屿提供救援。10月3日，医疗船抵达圣胡安。11月7日返回母港。

### 委内瑞拉难民危机（2018）
2018年10月，安慰号前往拉丁美洲进行为期11周的行动，它本次任务主要是为委内瑞拉难民的各個接收國提供医疗上的协助。安慰号经停哥伦比亚、厄瓜多尔、秘鲁和洪都拉斯等4个面临超过千余委内瑞拉人入境的国家，并在5次停靠中为27000余病患提供医疗服务，进行了599例手术。

### 纽约COVID-19疫情（2020）
美国当地时间2020年3月26日，医院船“安慰号”从弗吉尼亚州诺福克港起航，赴纽约帮助抗击COVID-19疫情。美国当地时间3月30日，安慰号抵达纽约港。4月6日，COVID-19患者獲准登船治疗。4月21日，特朗普在白宫会见了纽约州州长安德鲁-库莫，两人表示将让“安慰号”回到它在弗吉尼亚州的基地。在抵达纽约后不久，“安慰号”就進行調整以接收冠状病毒患者，将其1000张床位的容量减半；截至4月17日，500张床位中只有71张被占用。

## 同型艦
- 仁慈號醫療艦